# 高閌

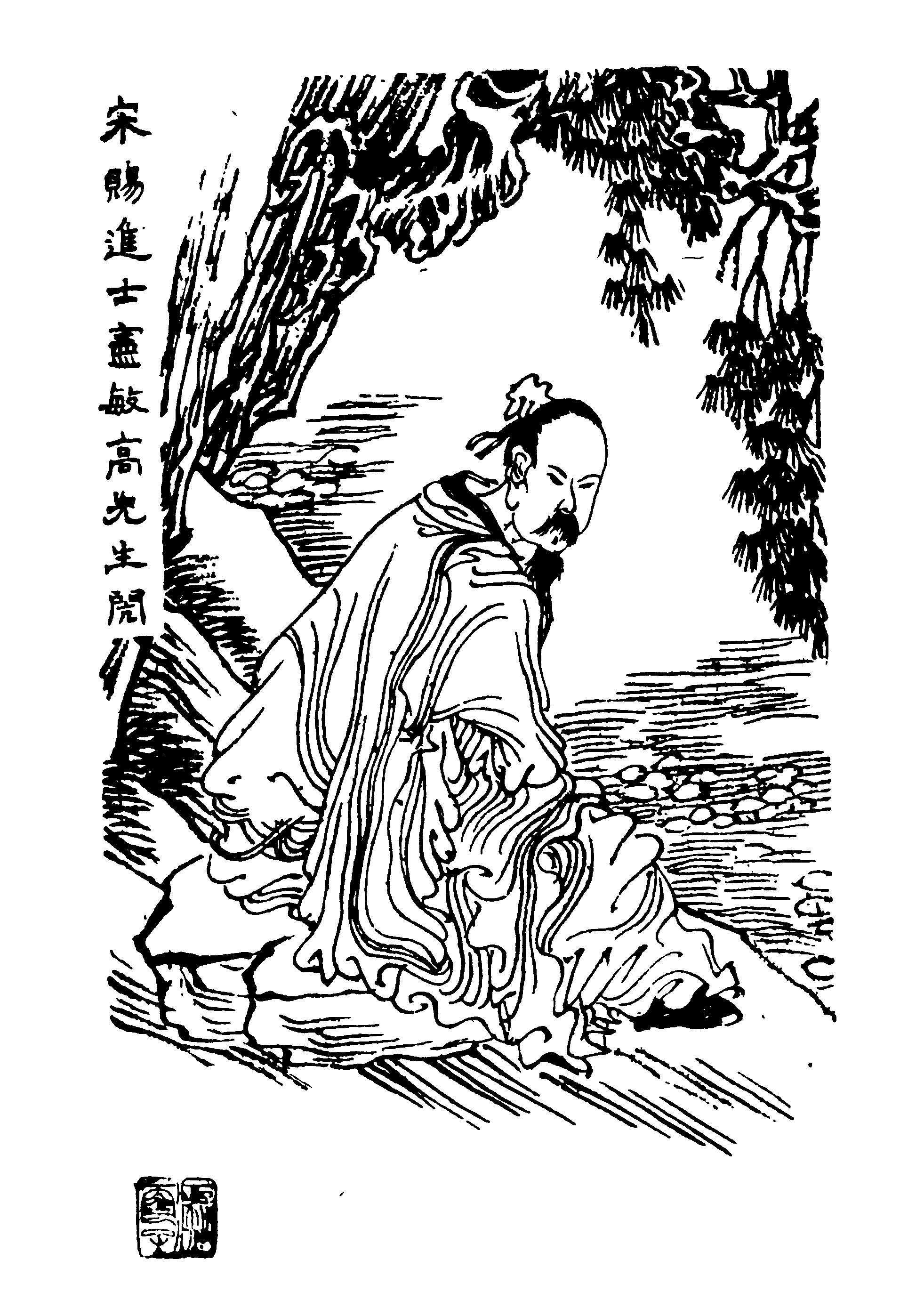
宋賜進士憲敏高先生閌（清代畫家虞琴所繪，出自《四明人鑑》）

高閌（1097年—1153年），字抑崇，號息齋，兩浙路鄞縣（今浙江寧波）人。

## 生平
生于宋哲宗紹聖四年（1097年）丁丑。宣和年间置讲议司，紹興元年（1131年）賜進士，改承奉郎，授秘書省正字。歷官禮部郎國子司業。宋室南渡后学制多为其所建立。任礼部侍郎後以得罪秦檜罷官。高氏的岳父薛朋龜是“五老會”成員。五老会中的王珩、薛朋龟二人辞世后，高氏與原來的三老蔣璿、顧文和汪思溫之外，再加上吳秉信、王次翁、徐彥老、陳先等人成立“八老會”。與楊簡、袁燮和沈煥等形成四明學派，創辦長壽書院，以傳播陸九淵的心學為宗旨。卒于宋高宗紹興二十三年（1153年）癸酉。贈少師。諡憲敏。著有《春秋集注》。

## 家庭

### 子女
- 高氏，嫁袁某
- 高得全
- 高某